# Nicolas Prosper Bourée
Nicolas Prosper Bourée (Boulogne-sur-Mer, 26 mars 1811 - Pau, 9 juillet 1886) est un diplomate français. Il est consul-général à Tanger (1849-1852), ministre à Téhéran (1855- 1857), puis ambassadeur à Constantinople (1866-1870).

## Biographie
Il est le fils de Pierre-Frédéric Bourée, capitaine au 4e régiment du corps impérial d'artillerie de Boulogne-sur-Mer et de Dame Suzanne Martin.
Ayant achevé ses études de droit, il entre au ministère des Affaires étrangères en 1836. Il débute par le poste d'élève-consul à Barcelone pendant les années 1836-1837. Vers la fin de 1837, il est désigné pour remplir par intérim les fonctions de consul à Valence en Espagne, où il passe l'année 1838 et une partie de 1839. De graves évènements ont lieu à Valence à cette époque. L'armée de Don Carlos, sous les ordres de Cabrera, fait une invasion dans l'Aragon et dans le royaume de Valence et campe pendant quinze jours pratiquement aux portes de la ville, en espérant s'en rendre maître par la connivence d'une partie des habitants. Ces évènements exaltant les passions politiques, provoquent dans l'intérieur de la ville plusieurs émeutes formidables, où le sang coule à flots. Prosper Bourée tient tête à l'orage et défend les intérêts de ses nationaux avec autant de prudence que de fermeté, ce qui lui vaut une lettre écrite de la main même de M. le comte Molé, alors président du conseil des ministres, félicitant chaleureusement le jeune élève-consul de sa conduite habile et courageuse.
La récompense ne se fait pas longtemps attendre, et le 27 septembre de la même année (1839), il est nommé consul à Beyrouth, au moment même où éclate la lutte entre le Sultan et Méhémet-Ali, et où se préparent les graves évènements de l'année 1840, si fatale à l'influence française. Bourée ne tarde pas à se trouver en désaccord complet avec M. Cochelet, alors consul général près le vice-roi d'Égypte. Peu de temps après, il est révoqué par Thiers et rappelé à Paris pour rendre compte de sa conduite.
Cependant Prosper Bourée ne se tient pas pour battu. Il vient à Paris et fournit des explications si plausibles que son retour à Beyrouth est immédiatement décidé.
Consul de première classe en 1844 et consul général en 1846 à la même résidence, il prend part aux laborieuses négociations qui préparèrent l'organisation nouvelle du Liban.
Il est envoyé comme consul général et chargé d'affaires auprès de l'empereur du Maroc en 1849. On le retrouve à Tanger en 1851. Une escadre française, sous les ordres de l'amiral Dubourdieu, est chargée de mettre à la raison le sultan du Maroc et de tirer vengeance d'actes nombreux de piraterie. Une des villes du littoral, Salé, refuge des forbans, est bombardée par l'escadre qui vient ensuite s'embosser devant Tanger, prête à tirer de nouveau le canon, si besoin est. Bourée est à bord du vaisseau amiral, il endosse son uniforme et se fait descendre à terre, sans escorte. Seul, il traverse la ville au milieu d'une population fanatique frémissante et se rend à son consulat général où il convoque ses collègues et adresse de là un ultimatum au pacha de Tanger en lui déclarant que s'il n'est pas accepté au bout d'un délai fort court, la ville sera bombardée et détruite. Le pacha se soumet. L'ultimatum est accepté et la paix est faite.
L'année suivante Prosper Bourée est nommé ministre plénipotentiaire en Chine, mais ne se rend pas dans ce poste où reste de Alphonse de Bourboulon. En 1853 et 1854, il est chargé de missions d'exploration dans la Turquie en vue de la guerre prochaine de Crimée.
En 1855, il est envoyé en mission auprès du roi Othon en Grèce, appuyé d'un corps d'armée de 10 ou 15.000 hommes, aux ordres du général Maryan. Il débarque au Pirée et se rend à Athènes pour notifier au roi de Grèce la volonté bien arrêtée des puissances occidentales.
Il est appelé la même année aux fonctions de directeur politique aux affaires étrangères, mais à peine installé, est nommé ministre plénipotentiaire en Perse. Il conclut avec le chah un traité de commerce et d’amitiés et négocie aussi le concours offensif et défensif de la Perse pour le cas où la guerre contre la Russie serait portée en Asie.
À son retour de Téhéran, il a, en 1859, à l’époque de la guerre d’Italie, la présidence du conseil supérieur chargé de décider de la validité des prises maritimes. On l’envoie pendant cette même expédition d’Italie faire une enquête en Allemagne sur l’état des esprits et ses conclusions paraissent n’avoir pas été étrangères à la prompte signature de la paix de Villafranca.
Ministre en Grèce de 1860 à 1863, il assiste à la chute du roi Othon et à l’établissement de la dynastie danoise. Il est envoyé comme ministre plénipotentiaire et extraordinaire en Portugal en 1864. Il y négocie diverses conventions et surtout un traité de commerce dans la préparation duquel il est secondé par le savant économiste Natalis Rondot. Il est chargé de représenter l’empereur Napoléon III, le 27 septembre 1865, en tenant sur les fonts baptismaux le fils du roi de Portugal ; la marraine est la Sérénissime infante Isabelle Marie.
Le 28 octobre 1866, il est nommé ambassadeur à Constantinople en remplacement du marquis de Moustier qui venait d’être appelé au ministère des affaires étrangères. C’est lui qui décide le Sultan Abd-ul-Aziz à venir en France, en 1867, à l’occasion de l’Exposition universelle. C’était la première fois qu’un Sultan ottoman se montrait hors de ses États. Il conclut, l’année suivante, avec la Porte une convention en vertu de laquelle les étranger avaient dorénavant le droit d’acquérir des propriétés dans l’empire ottoman.
Il se montre toujours partisan de la conservation de la Turquie, dont il fait un article de foi diplomatique. Mais il s’attache à pousser le gouvernement ottoman dans la voie de réformes, tout en le défendant contre ses ennemis qui lui étaient suscités en Grèce, sur le Danube ou en Asie par des ambitions étrangères.
Par décret du 10 juin 1870, Prosper Bourée est élevé à la dignité de sénateur du Second Empire. Il meurt le 9 juillet 1886. 
Il est inhumé au cimetière du Père-Lachaise à Paris (52e division).

## Famille
Il épouse en 1838 Sara Godeau d’Ablon, veuve du marquis du Ligondès de Connives, qui mourra en octobre 1865 enlevée par le choléra.

## Décorations
- Grand officier de la Légion d'honneur.
- Grand croix de l’ordre royal portugais de la Tour et de l’Epée.
- Grand-croix de l'ordre de Saint-Grégoire-le-Grand, de l’Osmanie, du Sauveur de Grèce, etc.